# Concepción del Uruguay
Concepción del Uruguay je město v severozápadní Argentině v provincii Entre Ríos. Město leží na řece Uruguay. Leží ve vzdálenosti asi 320 kilometrů severně od hlavního města Buenos Aires. V roce 2001 byl počet obyvatel 65 tisíc.
Město bylo založeno v roce 1783. Vzhledem k bohatství památek a roli, kterou město sehrálo ve formování se argentinského národa, je někdy nazýváno La Histórica.
Ve městě je rozvinutý potravinářský, dřevozpracující a automobilový průmysl. Concepción del Uruguay je také důležitý říční přístav. Nachází se zde i univerzita.